# Batalha
Batalha és un municipi portuguès, situat al districte de Leiria, a la regió del Centre i a la subregió de Pinhal Litoral. L'any 2004 tenia 15.542 habitants. Limita al nord i oest amb Leiria, a l'est amb Vila Nova de Ourém, al sud-est amb Alcanena i Porto de Mós.

## Població
| Població del concelho de Batalha (1801 – 2004) | Població del concelho de Batalha (1801 – 2004) | Població del concelho de Batalha (1801 – 2004) | Població del concelho de Batalha (1801 – 2004) | Població del concelho de Batalha (1801 – 2004) | Població del concelho de Batalha (1801 – 2004) | Població del concelho de Batalha (1801 – 2004) | Població del concelho de Batalha (1801 – 2004) | Població del concelho de Batalha (1801 – 2004) |
| ---------------------------------------------- | ---------------------------------------------- | ---------------------------------------------- | ---------------------------------------------- | ---------------------------------------------- | ---------------------------------------------- | ---------------------------------------------- | ---------------------------------------------- | ---------------------------------------------- |
| 1801                                           | 1849                                           | 1900                                           | 1930                                           | 1960                                           | 1981                                           | 1991                                           | 2001                                           | 2004                                           |
| 2510                                           | 2445                                           | 7107                                           | 9634                                           | 13811                                          | 12588                                          | 13329                                          | 15002                                          | 15542                                          |

## Feligresies

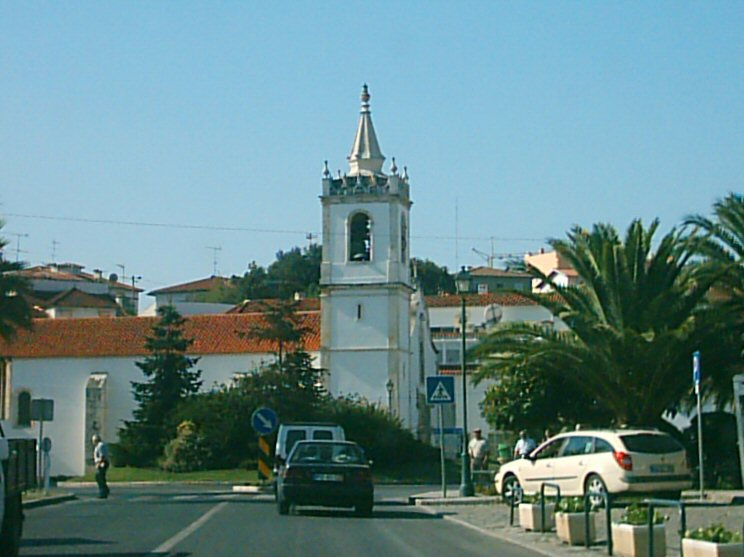
Església de Batalha

- Batalha
- Golpilheira
- Reguengo do Fetal
- São Mamede

## Persones il·lustres
- Olegário Benquerença, àrbitre de futbol.